# The Autobiography of Miss Jane Pittman
The Autobiography of Miss Jane Pittman é um telefilme  biográfico estadunidense dirigido por John Korty, baseado no livro de mesmo nome de Ernest J. Gaines. O filme é estrelado por Cicely Tyson no papel principal, junto com Michael Murphy, Richard Dysart, Katherine Helmond e Odetta. Foi transmitido em 31 de janeiro de 1974 pela CBS.

## Elenco
- Cicely Tyson como Jane Pittman
- Richard Dysart como Mestre Bryant
- Odetta como Big Laura
- Michael Murphy como Quentin Lerner
- Rod Perry como Joe Pittman
- Arnold Wilkerson como Jimmy
- Will Hare como Albert Cluveau